# Fampoux British Cemetery
Fampoux British Cemetery is een Britse militaire begraafplaats met gesneuvelden uit de Eerste Wereldoorlog, gelegen in de Franse gemeente Fampoux (departement Pas-de-Calais). De begraafplaats werd ontworpen door Noel Rew en ligt aan de Rue Voie Herbeuse op 750 m ten noordwesten van het centrum van Fampoux (Église Saint-Vaast).  
Ze heeft een trapeziumvormig grondplan met een oppervlakte van 407 m² en wordt omsloten door een natuurstenen muur, afgedekt met rechtopstaande breukstenen. 
In de noordelijke hoek (staatzijde) bevindt zich in een naar binnen gebogen gedeelte van de muur tussen twee bloembakken het metalen toegangshekje. Vanaf de ingang heeft men zicht op het Cross of Sacrifice dat tegen de noordwestelijke muur staat. In de westelijke hoek staat een stenen rustbank. De begraafplaats wordt onderhouden door de Commonwealth War Graves Commission.
Er liggen 118 slachtoffers begraven waaronder 8 niet geïdentificeerde.

## Geschiedenis
Fampoux werd op 9 april 1917 overgenomen door de 4th Division (via de 9th (Scottish) Division). De gemeente bleef echter vlak bij de geallieerde frontlinie maar een deel ervan kwam op 25 maart 1918 tijdens de Duitse opmars in vijandelijke handen. Uiteindelijk werd ze op 26 augustus 1918 door de 51st (Highland) Division definitief veroverd. 
De begraafplaats (soms ook Helena Trench Cemetery genoemd) werd door eenheden van de 4th en de 34th Divisions van april tot juni 1917 gebruikt en opnieuw door de Guards Division in 1918.
Na de wapenstilstand werden tien graven die in de weg uitstaken verplaatst (nu rij E) waardoor de nummering van de rijen A tot D onregelmatig is. De uitbreiding die de Duitsers aan de begraafplaats toevoegden, werd vernietigd in de gevechten van 1917 en 1918.
Onder de 110 geïdentificeerde slachtoffers zijn er 92 Britten en 18 Zuid-Afrikanen.

### Onderscheiden militair
- Alexander Murray Graigmile, kapitein bij de Rifle Brigade werd onderscheiden met het Military Cross (MC.